# Сельджукские завоевания
Сельджукские завоевания — это серия военных кампаний, миграционных волн и политической экспансии, предпринятых тюркскими племенами Сельджуков в XI веке, приведших к созданию одного из крупнейших государств мусульманского мира Средневековья. Происходя из огузских племён Центральной Азии, Сельджуки в течение нескольких десятилетий захватили обширные территории от Хорасана до Анатолии, установив господство над Ираном, Ираком, Закавказьем, Сирией, Палестиной и значительной частью Византийской Малой Азии.
Экспансия Сельджуков ознаменовала переход от децентрализованной политической карты исламского мира к созданию мощной суннитской империи, признанной аббасидским халифом. Под руководством таких правителей, как Тогрул-бек, Алп-Арслан и Малик-шах, сельджукская держава достигла своего апогея. Завоевания сопровождались не только военными успехами, но и значительным влиянием на исламскую культуру, административную систему и укрепление суннизма.
Сельджукская экспансия также сыграла решающую роль в ослаблении Византийской империи на Востоке, что в дальнейшем стало одним из факторов, приведших к началу крестовых походов.

## Предыстория
Экспансия Сельджуков восходит к событиям IX века. В 840 году пало Уйгурское каганство, разгромленное Енисейскими кыргызы. В результате этого удара множество тюркских племён оказалось вынуждено мигрировать на запад. Одним из таких племён стали будущие Сельджуки, часть которых направилась в Среднюю Азию, где столкнулась с печенегами, а другая — в Трансоксиану (Мавераннахр).
Именно здесь, согласно преданию, один из племенных вождей по имени Сельджук принял ислам. Его имя позже стало этнонимом для всего племени. Сельджуки поступили на военную службу к Саманидам, державе, находившейся в упадке. После того как Саманидов сместили Караханиды, сельджуки продолжили службу уже у них. Однако впоследствии попытались организовать заговор против одного из караханидских ханов — вероятно, Юсуфа Кадыр-хана — и потерпели поражение. В результате они были вынуждены переселиться в Хорезм.
Во главе сельджуков после смерти Сельджука стоял его потомок Арслан Ягбу. Однако в 1025 году караханидский хан Юсуф заключил союз с султаном Газневидов Махмудом Газневи. Объединённые силы разбили Арслана Ягбу, который попал в плен. Остатки сельджукских группировок отступили в пустынные районы южного Хорасана (Балханские горы). Руководство над племенем перешло к сыновьям Микаила — Тогрул-беку и Чагры-бею — и другим военачальникам.
Сельджуки воспользовались внутренними кризисами своих противников. Союз между Газневидами и Караханидами вскоре распался: Махмуд был занят затяжной войной против Буидов в Иране, а Юсуф Кадыр-хан вовлекся в борьбу за власть в самом Караханидском государстве.
В 1028 году Тогрул-бек и Чагры-бек начали активные военные действия, захватив Мерв, Нишапур и ряд крепостей в Хорасане. После смерти султана Махмуда в 1030 году в Газневидском государстве разгорелась междоусобная борьба, аналогичная ситуации у Караханидов после смерти Юсуфа в 1032 году, что привело к фактическому разделению их державы на восточную и западную части.
В 1037 году Тогрул-бек провозгласил себя султаном, что может рассматриваться как начало истории Сельджукской державы. Несмотря на это, багдадский халиф официально не признал его власть, однако последующие события показали, что признание было лишь вопросом времени.

## Экспансия Тогрул-бека

### Война с Газневидами
После провозглашения себя султаном в Нишапуре в 1037 году, Тогрул-бек начал активную экспансию в Хорасан, направленную прежде всего против Газневидов. В это время сын султана Махмуда Газневи — Масуд — боролся за трон и не уделял особого внимания нараставшей угрозе со стороны сельджуков.
В период между 1037 и 1039 годами Тогрул-бек и его военачальники сумели захватить значительную часть Хорасана. Это вызвало беспокойство Масуда, который, осознав масштаб угрозы, начал военную кампанию на севере, рассчитывая повторить успех своего отца. Однако с момента прошлых сражений сельджуки значительно усовершенствовали свои методы ведения войны. Их армии отличались высокой мобильностью: они не имели тяжёлых обозов, активно использовали конницу и умело устраивали засады, нанося удары по снабжению противника.
Кульминацией конфликта стала битва при Данданакане в май 1040 года. Армия Газневидов, страдавшая от нехватки воды и продовольствия, а также внутренней неорганизованности (Масуд собрал силы из лояльных и малолояльных эмиров), оказалась в уязвимом положении. Между командирами вспыхнули споры за контроль над единственным источником воды у крепости Данданакан. В этот момент армия сельджуков во главе с Тогрул-беком, Чагры-беком, Кавурдом и Кутулмышем нанесла стремительный удар. Газневиды потерпели сокрушительное поражение, потеряв до 40 тысяч человек.

### Закрепление в Хорасане и Иране
После победы при Данданакане сельджуки постепенно осознали своё новое геополитическое положение: Газневиды утратили возможность оказать им эффективное сопротивление. В 1041 году Кавурд-бек захватил Керман. В 1042 сельджуки подчинили себе все бывшие газневидские владения в Хорасане. В 1043 году был взят город Рей, ставший новой столицей.
Затем началось проникновение в районы Западного Ирана и Закавказья. В 1045 году Кутулмыш вторгся в земли Буидов, захватив Тебриз, Мераге и регионы Джибаль (Мидия). Параллельно сельджуки впервые столкнулись с Византией: в том же году Кутулмыш разорял приграничные византийские земли. В 1048 году произошла битва при Капетруне, в которой сельджуки вновь одержали победу и разорили территории Южного Кавказа.
В 1054 году была предпринята крупная военная кампания против Кавказа, в том числе с осадой крепости Манцикерт. Попытка овладеть регионом окончилась неудачей, и сельджуки отступили. Однако именно этот эпизод предвосхитил будущую битву при Манцикерте 1071 года, в которой византийская армия потерпит решающее поражение.

### Взятие Багдада и признание султаната
Тем временем Тогрул-бек продолжал укреплять власть в Иране. В 1051 году он захватил Исфахан, сделав его своей резиденцией. В 1055 году он начал кампанию в Месопотамии и осадил Багдад, где правил слабый эмир Буидов. Последний не сумел организовать сопротивление. После длительной осады халиф аль-Каим был вынужден сдаться. В ноябре или декабре того же года Багдад пал. Халиф официально признал Тогрула султаном, тем самым легитимизируя его власть над исламским миром.

### Последние годы правления
В последние годы своей жизни Тогрул сосредоточился на закреплении власти и подавлении внутренних мятежей. В 1061 году он подавил восстание Кутулмыша, причины которого остаются не до конца ясными. В 1062 году Тогрул овладел Ширазом. Около 1051 года Кавурд-бек, правитель Кермана, провёл успешный поход в Оман, присоединив его к сельджукским владениям.
Тогрул-бек скончался в 1063 году, не оставив прямых наследников. В качестве преемника он намеревался передать власть Сулейману-беку, сыну своего брата Чагры. Однако тот вскоре проиграл борьбу за власть Алп-Арслану, племяннику Тогрула, который стал следующим султаном Сельджукской державы.

## Экспансия при Алп-Арслане

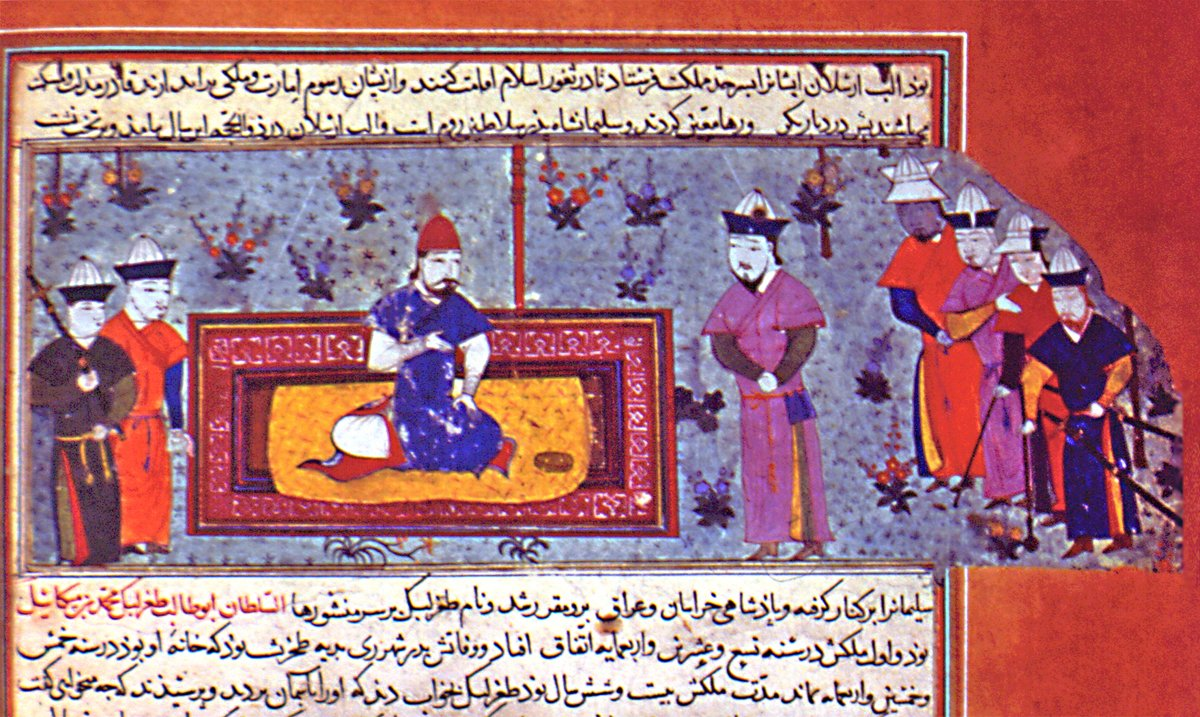
Алп-Арслан и его приближенные

### Восстания и походы на Кавказ
После победы в борьбе за власть и устранения своего соперника Сулеймана-бека, Алп-Арслан столкнулся с восстанием своего брата Кавурда, правителя Кермана. Восстание удалось подавить преимущественно дипломатическими средствами, однако подробности соглашения неизвестны.
В 1064 году Алп-Арслан начал крупную военную кампанию против Закавказья, находившегося под контролем Византии. В результате успешного похода были захвачены ключевые города Карс и Ани. Византийский император Константин X Дука, по свидетельствам, сократил численность регулярной армии, полагаясь на наёмников, что ослабило оборону восточных провинций империи и способствовало успеху сельджуков.
В 1066—1069 годах тюркские беки, занявшие позиции в Закавказье, начали регулярные рейды на византийские территории, доходя до глубин Малой Азии. Однако при императоре Романе IV Диогене, пришедшем к власти в 1068 году, Византия нанесла ряд ответных ударов, временно сдержав сельджукскую угрозу.
В 1067 году по приказу Алп-Арслана был направлен Сау-Тегин в поход на Дербент. В этих районах сохранялись остатки Хазарского каганата, некогда могущественного государства, разгромленного ещё в X веке русским князем Святославом. Сау-Тегин подчинил регион вассальной зависимости. В декабре 1075 года, после окончательного закрепления сельджуков в Анатолии, он окончательно ликвидировал оставшиеся структуры каганата.
Тем же 1067 годом датируется второе восстание Кавурда, вновь неудачное. Алп-Арслан подавил его лично, но сохранил брату жизнь.

### Поход на Сирию и битва при Манцикерте
В 1071 году Алп-Арслан вмешался в дела Сирии, поддержав местные мятежи против Фатимидов. Он осадил Эдессу, но не добился успеха. Затем двинулся к Алеппо. В этот момент ему стало известно, что византийский император Роман IV Диоген выдвинулся на восток с армией, направленной против сельджуков.
Роман рассчитывал на решающую победу, считая действия Алп-Арслана угрозой для Анатолии. Он начал осаду Манцикёрта (ныне Малазгирт) 22 августа, разместив войска вдоль реки Ван, полагая, что сельджуки подойдут с юга. Однако Алп-Арслан, узнав о наступлении, быстро повернул обратно из Сирии, усилил войско в Иране и атаковал с востока.
Часть византийских подразделений — в том числе под командованием Андроник Дуки, политического противника Романа — отказалась участвовать в битве и покинула поле. Основные силы византийцев, около 25 000 человек, остались без поддержки.
Битва при Манцикерте началась 26 августа 1071 года. Сельджуки использовали классическую тактику ложного отступления, заставив византийскую армию выдвинуться вперёд. Когда император Роман попытался организовать отход, приказ был неправильно понят войсками, что вызвало панику. Основные силы отступили, оставив авангард, где находился сам император.
Алп-Арслан воспользовался ситуацией: армия сельджуков окружила и разгромила авангард, а сам Роман IV был пленён. В последующем Алп-Арслан заключил с ним договор, по которому Византия обязалась выплатить крупную дань и уступить сельджукам ряд крепостей в восточной Анатолии. Однако по возвращении Романа в империю знать отказалась признавать условия договора, что в будущем приведёт к утрате Византией Анатолии.

### Поход против Караханидов и смерть
После победы при Манцикерте Алп-Арслан направил силы против Караханидов, с которыми вёл затяжной конфликт за контроль над Восточным Ираном и Мавераннахром. Детали этого похода малоизвестны. Известно, что в конце 1072 года в ходе одного из боёв Алп-Арслан был ранен и вскоре скончался — по одним данным, в конце 1072 года, по другим — в начале 1073 года.
Наследником стал его сын Малик-шах I, который продолжил укрепление и расширение сельджукской державы.

## Экспансия при Малик-шахе

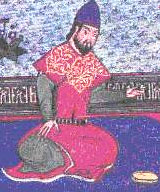
Повзрослевший Малик-Шах I

### Подавление восстаний и борьба с Караханидами
После смерти Алп-Арслана в 1072/1073 году власть перешла к его сыну Малик-шаху I. Однако его восшествие на престол было омрачено очередным восстанием его дяди — Кавурда, правителя Кермана. Мятеж вновь почти не нашёл поддержки среди знати. Малик-шах подавил восстание и казнил дядю, тем самым фактически ликвидировав Керманский султанат как независимую силу при своем правлении.
Малик-шах стремился отомстить Западным Караханидам, чьи силы ранее нанесли поражение его отцу. В 1074 году он организовал успешный поход против них, разгромил основные силы хана и захватил ключевые города — Бухару и Самарканд. Это позволило ему установить вассальную зависимость Караханидов от сельджукского султана.
В 1079-1080 годах Малик-шах предпринял кампанию в Закавказье. Это привело к крупномасштабному вторжению в Грузию, известному в грузинской историографии как «Великое турецкое нашествие». В 1081 году грузинский царь Георгий II признал сюзеренитет сельджуков и согласился на выплату дани.
В 1089 году восточные бекства, действовавшие в Хорасане и Восточном Иране, нанесли окончательное поражение остаткам Караханидов, продвинувшись вплоть до Ферганы.

### Экспансия на западе
После битвы при Манцикерте (1071), сельджукская власть в Анатолии не была напрямую установлена. Однако в 1072 году один из военачальников — Сулейман ибн Кутулмыш, двоюродный брат Малик-шаха — начал собственную кампанию в Малой Азии. Уже в 1073 году он нанес очередное поражение византийцам, и дошел к берегам Эгейского моря, а в 1073-1078 годах захватил прибрежные города эгейского побережья.
В 1081 году Сулейман захватил Никейю, сделав её столицей Румского султаната. В 1085 году он овладел Антиохией. Византия, раздираемая внутренними конфликтами, восстаниями и внешними вторжениями (в частности норманнов в Балканах), не могла оказать организованного сопротивления до восшествия Алексея I Комнина.
В Сирии и Палестине действовал другой сельджукский полководец — Атсыз ибн Увак. В 1073 году он захватил Алеппо и Иерусалим. К 1076 году — Дамаск. В 1077 году он попытался захватить Египет, однако визирь фатимидов Бадр аль-Джамали успешно отразил вторжение благодаря климатическим трудностям, подкупу 700 туркмен и неожиданной ночной атаке на лагерь.
В 1078 году фатимиды начали наступление на Сирию, но были остановлены силами Малик-шаха, приславшего туда своего младшего брата Тутуша I. Вскоре Атсыз был отстранён от власти, арестован и в 1079 году казнён. После этого Тутуш окончательно установил контроль над южной Сирией, включая Яффу, Аскалон и Триполи.

### Междоусобная война Тутуша с Сулейманом ибн Кутулмышем
В 1086 году разгорелся конфликт между Тутушем и Сулейманом ибн Кутулмышем из-за контроля над Алеппо. Сулейман осадил город, но потерпел неудачу. Армия Тутуша при поддержке Артука бен Эксюка (представителя тюркской династии Артукидов) нанесла Сулейману поражение в битве при Айн-Салиме 5 июня 1086 года. Сулейман был ранен и вскоре скончался в Антиохии. После этого Антиохия перешла под контроль Тутуша.

### Смерть Малик-шаха и упадок
19 ноября 1092 года Малик-шах неожиданно скончался. По одной из версий, он мог быть отравлен исмаилитами. Его смерть стала началом политической дестабилизации: Сельджукская держава быстро погрузилась в междоусобицы, феодальную раздробленность и экономический спад. Это положило конец активной экспансии и ознаменовало постепенное ослабление централизованной власти

## Последствия

Карта сельджуков к смерти Малик-Шаха

Сельджукские завоевания оказали глубокое влияние на политическую, религиозную и культурную карту Передней Азии и мусульманского мира в целом.
Во-первых, они привели к созданию централизованной и мощной суннитской империи — Сельджукского государства, которое на время стало фактическим лидером исламского мира. Аббасидский халиф в Багдаде, находившийся до этого под контролем шиитских Буидов, вновь стал символом суннитского единства под защитой сельджуков.
Во-вторых, была уничтожена или значительно ослаблена целая серия региональных держав:
— Газневиды были окончательно вытеснены из Хорасана,
— Буиды были ликвидированы как сила в Ираке и Иране,
— Караханиды оказались вассалами сельджуков,
— остатки Хазарского каганата были уничтожены,
— Фатимидский халифат в Египте утратил контроль над Сирией и Палестиной.
В-третьих, сельджукская экспансия привела к утрате Византией контроля над большей частью Малой Азии, что стало одним из решающих факторов, приведших к началу Крестовых походов. Разгром византийцев в битве при Манцикерте (1071) фактически открыл путь туркменским племенам вглубь Анатолии.
В-четвёртых, сельджуки способствовали укреплению суннизма в регионе. В их правление была создана сеть медресе (например, Низамия), происходила активная борьба с шиитским влиянием и исмаилизмом.
Однако уже после смерти султана Малик-шаха в 1092 году, держава начала быстро терять централизованное управление. Начался период феодальной раздробленности, образования самостоятельных султанатов (Керман, Рум, Сирию и др.), ослабления султанской власти и роста влияния местных династий. Это сделало сельджукские земли уязвимыми перед натиском как крестоносцев, так и новых тюркских объединений.